# László Lajtha
László Lajtha, pronunciat Làslo Làita (Budapest, 30 de juny de 1892 – Idem. 16 de febrer de 1963), va ser un compositor, etnomusicòleg i professor de música hongarès. Va ser un dels compositors hongaresos més importants de la primera meitat del segle XX.

## Biografia
Lajtha era fill del comerciant Lipót (Pál) Leitersdorfer (1861–1939) i Ida Wiesel. Els seus avis paterns eren Dávid Leitersdorfer i Terézia Ungár. Es va formar en composició i piano amb Viktor Herzfeld, Zoltán Kodály i Árpád Szendy a l'Acadèmia de Música Ferenc Liszt. Va continuar els seus estudis musicals a Leipzig (1910) per estudiar la música de Johann Sebastian Bach, i a Ginebra (1910-1911), on va ser alumne de Bernhard Stavenhagen, deixeble de Liszt. Després va passar sis mesos de cada any a París fins al 1914, on va ser alumne de Vincent d'Indy. Les estades a París li propiciaren vincles amb diverses figures, com Ravel i Roussel, que tingueren una influència decisiva en el seu llenguatge musical, El 1913, va aparèixer impresa la seva primera composició Des écrits d'un musicien, nou fantasies per a piano.
El 1913 es va doctorar en dret a la Universitat de Budapest, i el mateix any es va convertir en el guardià de la biblioteca d'instruments del Museu Nacional Hongarès. Va començar a col·leccionar música popular a principis dels anys 1910, en col·laboració amb Bartók i Kodály. Va passar els quatre anys de la guerra al front com a oficial d’artilleria i va ser greument ferit dues vegades. També va ser director del Museu d'Etnografia durant un temps. Les seves primeres obres publicades el situaren immediatament entre els referents de l’avantguarda europea. El 1919 va ser nomenat professor de música de cambra, estètica i teoria de la música magiar del Conservatori Nacional de Budapest, i del 1945 al 1949 el director, on entre els seus alumnes hi havia János Ferencsik, Vilmos Tátrai, János Starker i András Kórodi.
El 22 d'abril de 1919 es va casar amb Emília Róza Stefánia Hollós a Terézváros, Budapest.
Des del 1928, Lajtha formà part de la Comissió Internacional d’Arts i Tradicions Populars de la Societat de Nacions, i més endavant també integrà la Comissió d’Arts i Lletres fins a l’inici de la Segona Guerra Mundial. A més, va ser membre del comitè del Consell Internacional de Música Folklòrica amb seu a Londres. El 1930 signà el seu primer contracte amb l’editorial parisenca Leduc, que a partir de 1948 passà a publicar la seva obra en exclusiva. Quan el 1929 va guanyar el Premi Coolidge pel seu tercer quartet de corda va començar la seva projecció internacional com a compositor. Un cop acabada la guerra, ocupà càrrecs destacats com el de director musical de la Ràdio Hongaresa, així com la direcció del Museu d’Etnografia i del Conservatori Nacional. El 1936, va compondre la primera de les seves nou simfonies.
L’any 1947, després de rebre l’encàrrec de compondre música per a una producció cinematogràfica, Lajtha residí durant un any a Londres. Quan va tornar al seu país, el règim li retirà tots els càrrecs institucionals per raons polítiques. El 1951 fou guardonat amb el Premi Kossuth per la seva aportació a l’estudi i la preservació de la música tradicional hongaresa.
El 1948 va tornar a Budapest sense els seus dos fills, que havien decidit deixar enrere l'Hongria comunista. El règim li va retirar tots els càrrecs institucionals per raons polítiques. Li van confiscar el passaport i va haver de quedar-se a Hongria mentre la seva música tenia cada cop més èxit a Occident. Les seves obres es van interpretar més regularment fora del seu país d'origen. Les seves simfonies, en general, es van estrenar a la Ràdio Francesa, i la seva relació amb França es mantingué sempre molt estreta. El 1955, Lajtha va ser elegit successor del difunt George Enescu com a membre de l’Académie des Beaux-Arts de França. Va ser l’únic compositor hongarès a ser-ne nomenat des de Franz Liszt.
Directors aclamats com George Szell o Adrian Boult van programar la seva música. L’any 1956, Lajtha va patir un infart que afectà greument la seva salut. No va poder tornar a sortir del país fins al 1961, quan, després de més d’una dècada d’aïllament, se li restituí el passaport. Això li permeté retrobar-se amb la seva família a l’estranger —fins i tot conèixer els néts— i dirigir l’estrena de la seva Vuitena Simfonia a París aquell mateix any. La seva trajectòria vital es va veure truncada sobtadament a Budapest el 16 de febrer de 1963, quan va morir a causa d’un segon atac de cor.

## Estil

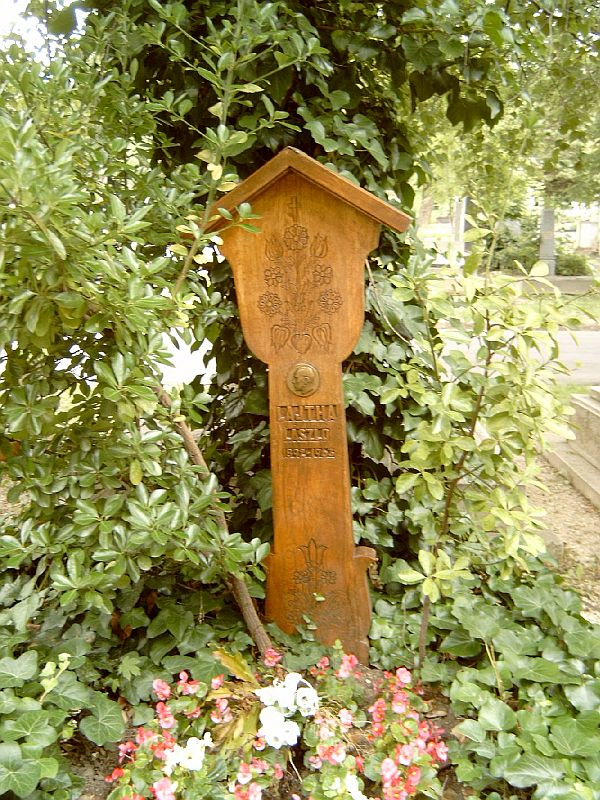
La tomba de Lajtha-László

Reconegut no només com a compositor sinó també com a expert en música popular, Lajtha gaudia d’un prestigi considerable. La seva música reflecteix influències franceses i italianes, més que no pas alemanyes, en un context generalment tonal. Lajtha va fusionar els èxits de la seva educació parisenca amb l'idioma hongarès i les influències de l'Europa de l'Est. La música tradicional del seu país natal impregna constantment les seves obres, que es caracteritzen per una estructura sòlida. El seu repertori és ampli i divers, abastant des de la música escènica fins a les peces per a piano, així com composicions orquestrals, corals i de cambra. A més, va deixar una important aportació bibliogràfica sobre la música folklòrica hongaresa.
Al llarg de vint-i-cinc anys, entre 1936 i 1961, Lajtha va compondre nou simfonies que reflecteixen tant l’evolució del seu llenguatge personal com una clara inclinació pel treball contrapuntístic. El conjunt de la seva producció orquestral inclou, a més, diverses suites nascudes de partitures per a ballets o pel·lícules, com és el cas de la seva Tercera Simfonia, que pren origen en la música escrita per a l’adaptació cinematogràfica de Murder in the Cathedral de T. S. Eliot.
Lajtha enriquí de manera notable el panorama de la música de cambra amb un conjunt d'obres variat i ambiciosament elaborat. Entre aquestes destaquen deu quartets de corda —dels quals els dos primers mai no arribaren a publicar-se—, així com nombroses composicions destinades a formacions instrumentals diverses, que evidencien la seva versatilitat i refinament en l’escriptura cambrística.
El 30 de juny de 2015, aniversari del seu naixement, la seva estàtua va ser inaugurada al Jardí Károlyi de Budapest, creada per l'escultor Péter Gálhidy.

## Els seus escrits, treballs científics
Volums independents, articles, estudis sobre música popular i altres temes musicals. Volums:
- Gameland. Amb els dibuixos d'Imré Molnár i Jenő Horváth. 1929 (reedició: 1990)
- 300 cançons populars hongareses. Manuscrit (latent?, perdut?)
- Monografies de música popular Col·lecció I. Szépkenyerűszentmárton 1954
- Monografies de música popular II. Col·lecció Széki 1954
- Monografies de música popular III. Col·lecció Kőröspatak 1955
- Monografies de música popular IV. Cançons de vetlla del comtat de Sopron 1956
- Monografies de música popular V. Danses i melodies transdanubianes I. 1962
- Monografies de música popular VI. Danses i melodies transdanubianes II. 2005
- Escrits recollits de László Lajtha; nota de premsa, nota bibliogràfica. Melinda Berlász; Acadèmic, Budapest, 1992
- Sense avantpassat i descendent. Escrits de László Fábián sobre László Lajtha. Correspondència entre la parella Lajtha i László Fábián; ed., pròleg Emőke Solymosi Tari; OSZK–Gondolat, Budapest, 2014
- Els escrits de László Lajtha, 1-2.; ed. Melinda Berlász, col·laboradora. Viola Biró, Viktória Ozsvárt; Rózsavölgyi–ELKH BTK ZTI, Budapest, 2021

El llegat de Lajtha es conserva a la Casa de les Tradicions.

## Llista seleccionada d'obres

### Piano
- Egy muzsikus írásaiból (Escrits d’un músic), 9 fantasies op. 1 (1913)
- Contes
- 11 peces op. 2 (dedicades a Béla Bartók, 1914)
- Sonata op. 3 (1914)
- Preludi (1918)
- 6 peces op. 14 (1930)
- Erdélyi induló (Marxa de Transsilvània) (1945)
- 3 cançons de bressol (per a piano amb veu o sense, 1957)

### Música de cambra

#### Quartets de corda
- núm. 1 Doble fuga i rondó op. 5 (1923)
- núm. 2 op. 7 (1926)
- núm. 3 Játékország op. 11 (1929)
- núm. 4 op. 12 (1930)
- núm. 5 5 estudis op. 20 (1934)
- núm. 6 4 estudis op. 36 (1942)
- núm. 7 op. 49 (1950)
- núm. 8 op. 53 (1951)
- núm. 9 op. 57 (1953)
- núm. 10 Suite transsilvana en 3 parts op. 58 (1953)

#### Altres
- Quintet amb piano op. 4 (1922)
- Quartet amb piano op. 6 (1925)
- Trio de corda (núm. 1) Serenata op. 9 (1927)
- Trio concertant amb piano op. 10 (1928)
- Sonata per a violoncel i piano op. 17 (1932)
- Trio de corda núm. 2 op. 18 (dedicat a Romain Rolland, 1932)
- Trio per a flauta, violoncel i arpa op. 22 (1935)
- Marionnettes, suite de 4 peces per a flauta, violí, viola, violoncel i arpa op. 26 (1937)
- Sonata per a violí i piano op. 28 (presumiblement perduda, 1938)
- Concert (sonata) per a violoncel i piano op. 31 (dedicada a André Navarra, intèrpret de diverses obres de cambra seves, 1940)
- Serenata per a 3 instruments de vent op. 40 (presumiblement perduda, 1944)
- Trio de corda núm. 3 Vespres transsilvans, 4 esbossos op. 41 (1945)
- 4 homenatges per a flauta, oboè, clarinet i fagot op. 42 (1946)
- Quintet núm. 2 per a flauta, violí, viola, violoncel i arpa op. 46 (1948)
- Trio núm. 2 per a flauta, violoncel i arpa op. 47 (1949)
- Intermezzo per a saxòfon alt i piano op. 59 (1954)
- Sonata concertant per a flauta i piano op. 64 (1958)
- 3 peces per a flauta sola op. 69 (1958)
- Sonata concertant per a violí i piano op. 68 (1962)

### Obres orquestrals

#### Simfonies
- núm. 1 op. 24 (1936)
- núm. 2 op. 27 (1938)
- núm. 3 op. 45a (a partir de la pel·lícula Murder in the Cathedral, 1948)
- núm. 4 Le Printemps op. 52 (1951)
- núm. 5 op. 55 (dedicada a Henry Barraud, 1952)
- núm. 6 op. 61 (1955)
- núm. 7 Révolution op. 63 (1957) (també anomenada Tardor)
- núm. 8 op. 66 (1959)
- núm. 9 op. 67 (1961)

#### Ballets
- Lysistrata op. 19a, basada en l'obra homònima d'Aristòfanes (1933, + reducció per a 2 pianos, + 2 suites orquestrals op. 19b i 19c, mateix any)
- A négy isten ligete (El bosc dels quatre déus) op. 38a (1943, + reducció per a piano a 4 mans, + suite orquestral op. 38b, Suite núm. 2, mateix any)
- Capriccio op. 39 (1944, + reducció per a piano a 4 mans, mateix any)

#### Altres obres orquestrals
- Concert per a violí op. 15 (presumiblement perdut, 1931)
- Divertiment op. 25 (1936)
- Simfonia (sense numerar) Les Soli per a orquestra de corda, arpa i percussió op. 33 (dedicada a Florent Schmitt, 1941)
- In Memoriam op. 35 (1941)
- Simfonieta (núm. 1) per a orquestra de corda op. 43 (1946)
- Variacions, op. 44 (11 variacions per a orquestra sobre un tema senzill, 'Temptacions', de la pel·lícula Murder in the Cathedral) (1947–48)
- Suite núm. 3 op. 56 (1952, escrita per al centenari de l'Orquestra Filharmònica Hongaresa)
- Simfonieta núm. 2 per a orquestra de corda op. 62 (1956)

#### Música per a cinema
- Hortobágy, 2 quadres simfònics derivats de la música per a la pel·lícula de Georg Hoellering, op. 21 (1934)
- Murder in the Cathedral op. 45b (1948), música per a la pel·lícula britànica homònima de George Hoellering estrenada el 1952, adaptació de l'obra de T. S. Eliot
- Alakok és formák (Formes i figures) op. 48 (partitura presumiblement perduda, 1949), música per a la pel·lícula britànica homònima de George Hoellering
- Kövek, várak, emberek (Pedres, castells, persones, 1956), música per a la pel·lícula hongaresa homònima d’István Szőts

### Obres vocals
- 19 Magyar népdal (19 cançons populars hongareses) per a mezzosoprano, tenor i piano (1924)
- Motet per a mezzosoprano, contralt (o baríton) i piano (o orgue) op. 8 (1926)
- Vocalise-étude per a veu aguda i piano (1931)
- 3 nocturnes per a soprano, flauta, arpa i quartet de corda op. 34 (1941)

### Òpera
- Le Chapeau bleu, òpera bufa en dos actes per a solistes i orquestra op. 51 (1950)

### Obres corals
- Esti párbeszéd – A hegylakók (Converses del capvespre – Els muntanyencs) per a cor mixt a cappella op. 16 (1932)
- 2 chœurs sobre poemes de Charles d'Orléans per a cor mixt a cappella op. 23 (1936)
- 4 madrigals per a veu sobre poemes de Charles d'Orléans per a cor mixt a cappella op. 29 (1939)
- Hol járt a dal? per a cor mixt a cappella op. 32 (1940)
- Missa in tono phrygio o Missa in diebus tribulationis per a cor i orquestra op. 50 (1950)
- Missa per a cor mixt i orgue op. 54 (1952)
- Magnificat per a cors femenins i orgue op. 60 (1954)
- 3 hymnes for la Sainte Vierge (3 himnes per a la Mare de Déu), per a cor femení i orgue op. 65 (dedicada a Nadia Boulanger, 1958)